# 石素梅
石素梅（1952年7月20日—），曾任中華民國行政院主計總處主計長。

## 簡介
2008年5月20日起，擔任中華民國行政院主計總處主計長。她是行政院主計總處首位女性主計長。
她和馬英九的淵源頗深，馬在行政院研考會主委任內，兩人時常為了預算案開會協調，可說是舊識；1998年，馬英九當選台北市長，隨即請石素梅擔任台北市政府主計處處長。她嫻熟主計業務的長才，但因時任行政院主計長韋端惜才而不肯放人。

## 公務生涯

### 台北市政府主計處長
石素梅在馬英九特別費案中出庭作證時表示，首長特別費領據核銷不得超過預算編列的二分之一，多年來執行結果並無爭議，已經形成行政慣例。她的「專業」證詞，對馬英九從特別費風暴中脫困，有一定程度的幫助。 
石素梅在台北市政府服務時，面臨的挑戰是，景氣低迷，稅收減少，加上中央大砍北市統籌分配款，她積極扮演「節流」角色，幫助台北市政府財務由虧轉盈。

### 行政院主計處主計長
2008年4月，馬英九總統當選人公佈新任閣員名單，石素梅為主計長。對於個人由地方政府回歸中央服務，石素梅表示，她會全力以赴協助各部會處理預算問題，協助解決中央政府的財政困難，這代表了她對這項工作的態度。北市府相關單位認識她的人都認為，石素梅擔任政院主計長是「適才適用」。
2008年底，石素梅在行政院主計長任內，中央政府總預算以主計處預估2009年經濟成長率5.08％編列總預算。2008年9月世界已發生雷曼兄弟與AIG等金融風暴。但是，主計處不下修經濟成長率，使得2009年因過高經濟成長率的預算，需要舉債因應。
主計處對2009年的GDP預估數次下修，從2008年時預估的5.08%，一直到2009年2月的-2.97%，中間就相差了8個百分點。其中，石素梅甚至在答詢時表示，-2.97%的預估值是建構在政府推動的擴大內需等方案的達成率有8成的前提下。